# Ottava Edizione
Ottava Edizione (Core Set - Eighth Edition in inglese) è l'ottava edizione del set base del gioco di carte collezionabili Magic: l'Adunanza, edito da Wizards of the Coast, in vendita in tutto il mondo dal 28 luglio 2003.

## Ambientazione
(William Shakespeare, Troilo e Cressida)
I set base del gioco non seguono cronologicamente lo svolgersi della storia, quindi al loro interno si possono trovare luoghi e personaggi molto distanti fra loro nel tempo e nello spazio.

## Caratteristiche
L'Ottava Edizione è composta da 350 carte più altre 7, che non si potevano trovare nelle bustine ma solo all'interno della confezione introduttiva per due giocatori, un prodotto pensato per i nuovi giocatori. Queste carte sono numerate da S1/7 a S7/7, a differenza delle altre che vanno da 1/350 a 350/350. Questo le pone da un punto di vista collezionistico come un piccolo set di carte a sé stante, anche se dal punto di vista del gioco vengono considerate parte integrante dell'Ottava Edizione, che così è composta in totale da 357 singole carte, e il loro uso è permesso in qualsiasi formato in cui sia permesso usare le carte di questo set base. A parte la numerazione le sette carte speciali sono identiche alle altre, riportano il simbolo dell'Ottava Edizione, che le suddivide a seconda del colore come 3 comuni, 3 non comuni e 1 rara, anche se queste indicazioni non valgono nulla, dal momento che sono assenti dalle bustine. Tutte le carte sono stampate a bordo bianco, e sono così ripartite:
- per colore: 58 bianche, 58 blu, 58 nere, 58 rosse, 58 verdi, 31 incolori, 29 terre.
- per rarità: 110 comuni, 110 non comuni, 110 rare, 20 terre base, e 7 speciali.

Il simbolo dell'espansione è il numero otto in cifre arabe sovrapposto a tre carte, e si presenta nei consueti tre colori a seconda della rarità: nero per le comuni, argento per le non comuni, e oro per le rare.
Ottava Edizione è disponibile in bustine da 15 carte casuali, in set introduttivi per due giocatori, e in 5 mazzi tematici precostituiti da 40 carte ciascuno:
- Carica Vitale (bianco)
- Attacco dal Cielo (blu)
- Espulsione (nero)
- Super Velocità (rosso)
- Picchiatori (verde)

Come di consueto per i set base, tutte le carte che compongono l'Ottava Edizione sono ristampe di carte già apparse in precedenti espansioni o set base.